# Векторное произведение в семимерном пространстве
В математике, векторное произведение в семимерном пространстве — билинейная операция над векторами в семимерном пространстве. Оно назначает для любых двух векторов a, b в {\displaystyle \mathbb {R} }7 вектор a × b {\displaystyle \in } {\displaystyle \mathbb {R} }7. 
В семи измерениях существует и векторное произведение с участием шести векторов (которое является линейным, но не бинарным).
Как и более привычное трёхмерное векторное произведение, бинарное векторное произведение в семи измерениях является кососимметричным и ортогональным к исходным векторам, но, в отличие от того случая, оно, однако, не удовлетворяет тождеству Якоби. Семимерное векторное произведение имеет такое же отношение к октонионам как трёхмерное векторное произведение к кватернионам, и можно показать, что кроме тривиальных случаев нуля и одного измерений, бинарное векторное произведение существует только в трёх и семи измерениях.